# Supresión de la Compañía de Jesús

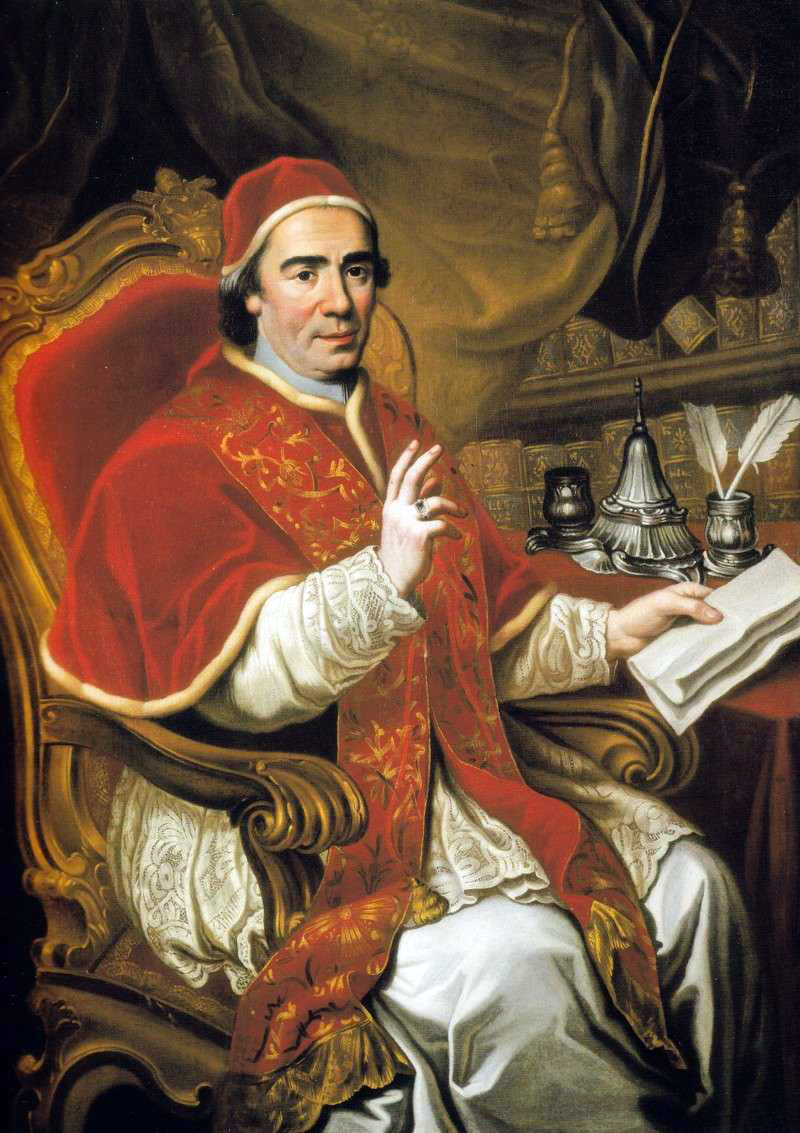
Papa Clemente XIV.

La supresión de la Compañía de Jesús fue decretada en 1773 por el papa Clemente XIV, debido a la presión que ejercieron sobre él los principales monarcas católicos: el rey Carlos III de España, que seis años antes había expulsado a los jesuitas de sus dominios; los otros soberanos de la Casa Borbón, Luis XV de Francia, que los había expulsado en 1762; y el rey de Nápoles, hijo de Carlos III; además del rey de Portugal, de donde habían sido expulsados en 1759.

## Antecedentes
A mediados del siglo XVIII los jesuitas fueron expulsados de las principales monarquías católicas, excepto del Imperio Austríaco. En 1759 fueron expulsados del reino de Portugal y de su colonia de Brasil; en 1762 del reino de Francia y en 1767 del reino de España.
En España la Pragmática Sanción de 1767 de Carlos III, en que se ordenaba su expulsión, fue aplicada el 2 de abril de 1767 cuando las 146 casas de los jesuitas fueron cercadas al amanecer por los soldados. Tuvieron que abandonar España 2.641 jesuitas y de su imperio de las Indias salieron 2.630. El papa Clemente XIII se vio obligado a admitirlos en los Estados Pontificios, tras su expulsión de la isla de Córcega, después de que ésta fue ocupada por Francia.

## La presión al papa para que suprima la orden
El papa Clemente XIII resistió las presiones de Carlos III y de los otros dos reyes Borbones, además de la del rey de Portugal, y no suprimió la orden de los jesuitas. Pero cuando resultó elegido su sucesor Clemente XIV, conocido por su poco aprecio a los jesuitas, las perspectivas de los monarcas católicos cambiaron.
Las razones que empujaron a Carlos III a presionar con tanto ahínco al papa para que suprimiera la orden, hasta el punto que se convirtió en el director de la «batalla» de los monarcas católicos, no están muy claras. El historiador del siglo XIX Manuel Danvila, citado por Antonio Domínguez Ortiz, barajó diversas hipótesis pero no llegó a ninguna conclusión: «Pudo temer por su vida y la de su familia, como reiteradamente consignó en su correspondencia; pudo creer que la doctrina de los jesuitas era incompatible con la tranquilidad de sus Estados y con su nueva política».
Domínguez Ortiz, por su parte, cree que algunas de sus cartas nos proporcionan pistas sobre cuál fue la motivación, como la que escribió en marzo de 1773 a su antiguo ministro del reino de Nápoles Tanucci:

Te doy la gustosa e importante noticia para nuestra santa religión y para toda nuestra familia de haberme enviado el papa la minuta de la bula de la extinción de los jesuitas... Demos muy de veras gracias a Dios, pues con esto nos da mucha quietud en nuestros Reinos, y la seguridad de nuestras personas, que no podía haber sin esto

En un sentido similar se expresaba en la carta que envió a Luis XV, por esas mismas fechas, en la que se felicitaba por una medida «que debe producir mucha tranquilidad en nuestros Estados y extinguir el espíritu de partido». En septiembre, verificada ya la extinción, volvió a escribir al rey de Francia; le decía que no tenía «personalmente animadversión contra los jesuitas como individuos, pero que como cuerpo fomentaban la división en los Estados y sostenían máximas muy dañosas a los soberanos y a la tranquilidad de sus pueblos». Antonio Domínguez Ortiz concluye que «lo que Carlos III temía de la Compañía de Jesús coincide con lo que sus ministros, singularmente Campomanes, le habían representado a raíz del Motín de Esquilache: que eran los responsables de las inquietudes, y que mientras permanecieran no habría paz. Motivos, pues, puramente políticos, en los que se percibe el profundo trauma que en el monarca produjo el motín; tan profundo, que nunca le abandonó el temor de un atentado contra él o los suyos».

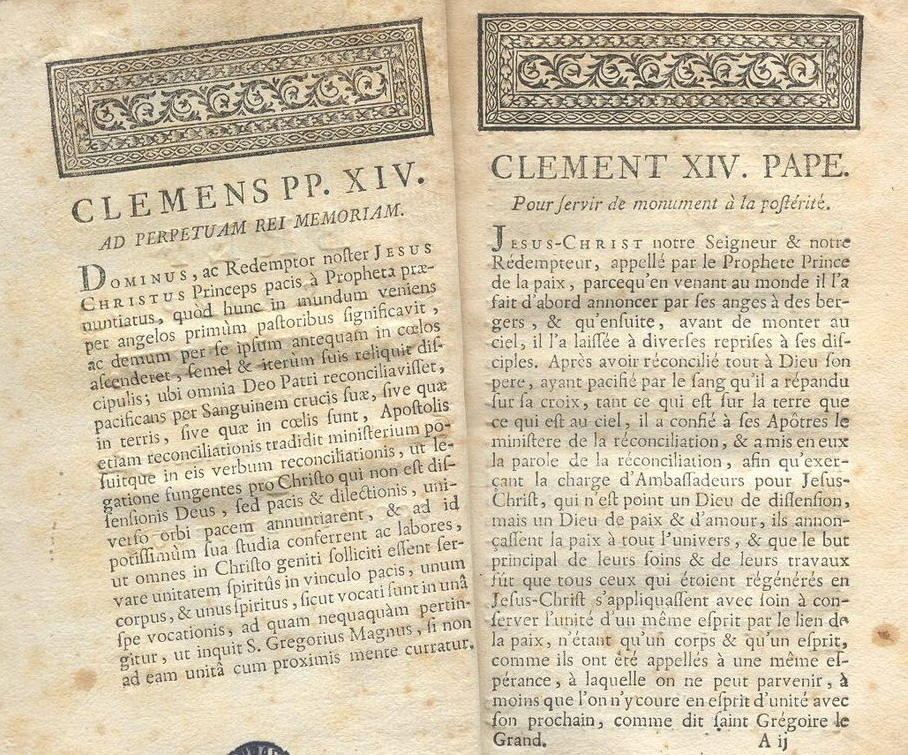
Primera página del breve papal Dominus ac Redemptor (en latín y en francés) en el que Clemente XIV decretó la supresión de los jesuitas

Como el primer enviado a Roma por Carlos III, el arzobispo de Valencia Tomás Azpuro, solo consiguió resultados parciales, pues el papa se negaba a la supresión, lo sustituyó por José Moñino, que llegó a Roma en junio de 1772 con instrucciones muy precisas y amplios poderes. Moñino, «con buenas maneras al principio, y más tarde con expresiones duras y amenazas de represalias acosó al papa» y finalmente consiguió su objetivo, por lo que Carlos III le otorgó el título de conde de Floridablanca y lo convirtió en su ministro de confianza. Además Carlos III concedió «mercedes a don José Nicolás de Azara, procurador general de la Corte en Roma, al cardenal Zelada, al confesor del papa y a otras personas que habían colaborado en la extinción».

## El breve papal
En agosto de 1773, el papa Clemente XIV promulgó el breve Dominus ac Redemptor de supresión de la Compañía de Jesús, en el que decretaba además la conversión de los jesuitas en miembros del clero secular. Algunos de ellos encontraron refugio en el reino de Prusia y en el Imperio Ruso, donde fueron acogidos por sus respectivos soberanos, que se negaron a acatar el breve papal. En esos dos estados los jesuitas pudieron sobrevivir, aunque de forma precaria, hasta su restauración el 7 de agosto de 1814 con el nombramiento de Tadeusz Brzozowski como superior general.